# 馬琳
馬 琳（ま りん、拼音:Mǎ Lín、仮名転写:マ リン、英語: Ma Lin、1980年2月19日 - ）は、中国・遼寧省瀋陽市出身の元卓球選手。2004年アテネオリンピック男子ダブルス・2008年北京オリンピック男子シングルス・男子団体金メダリスト。男子卓球史上唯一オリンピック３種目制覇を達成している。
6歳の時に卓球を始め、1990年に遼寧省のチームに、1994年には中国代表チームに入った。引退後の2017年4月から女子中国代表一軍のコーチを務めて、2024年より女子代表監督を務める。

## プレースタイル
ペンホルダー選手。バックハンド技術はショート、プッシュに加えて裏面打法も使い、年を重ねるごとに多彩になっていっている。卓球王国の裏面打法特集では第二世代の代表とされている。フットワークを重視したフォア主戦とカウンターを重視した両ハンド主戦の2つの戦術を使い分ける。また、サービス、台上技術のレベルが非常に高く、特にサービスはインパクトが異常に速く、かつ多彩で強烈な回転を誇るため、「マジカルサービス」と呼ばれることもあるほど。
精神面が弱く流れが悪くなると試合態度が悪くなる。この点において、サムソノフやボルと比較されることがあり、この点が実力はありながらも、世界選手権やオリンピックといったビッグタイトルを獲得できない要因との指摘もあった。（この間、無冠の帝王と呼ばれていた）
2008年北京オリンピックにて悲願のビッグタイトルを手に入れた。この他、ダブルスの名手とも知られており、世界選手権やオリンピックにおいて優勝４回、準優勝３回、３位２回を誇る。
なお、オリンピック男子において大満貫（シングルス、ダブルス、団体すべての優勝）を成し遂げた唯一の選手である。（本人もこのことに言及している）

## その他
2007年の世界選手権決勝後に行われた記者会見において祖父が自殺したことを知り涙を流した。(卓球レポート2007年8月号)
本名は馬琳であるが中国において「琳」の字は女性に使われる事が多い名前である為サインなどには「馬林」と書く事が多い。

## 主な戦績
- 1998年
  - アジア選手権大阪大会 男子ダブルス優勝（劉国梁と）
- 1999年
  - 第45回世界選手権アイントホーフェン大会 男子シングルス準優勝、混合ダブルス優勝（張瑩瑩と）
  - ITTFプロツアー・グランドファイナル（1999 シドニー） 男子ダブルス優勝（孔令輝と）
- 2000年
  - 第45回世界選手権クアラルンプール大会 男子団体準優勝
  - 男子ワールドカップ（揚州） 優勝
- 2001年
  - 第46回世界選手権大阪大会 男子シングルス3位、男子団体優勝
- 2002年
  - ITTFプロツアー・グランドファイナル（2001 天津） 男子シングルス優勝
  - ITTFプロツアー・グランドファイナル（2002 ストックホルム） 男子ダブルス優勝（孔令輝と）
- 2003年
  - 第47回世界選手権パリ大会 男子シングルス ベスト8、男子ダブルス3位、混合ダブルス優勝（王楠と）
  - 男子ワールドカップ（江陰） 優勝
  - ITTFプロツアー・グランドファイナル（2003 広州） 男子ダブルス優勝（陳玘と）
- 2004年
  - アテネオリンピック  男子ダブルス金メダル（陳玘と）
  - 第47回世界選手権ドーハ大会 男子団体優勝
  - 男子ワールドカップ（杭州） 優勝
  - ITTFプロツアー・グランドファイナル（2004 北京） 男子シングルス準優勝、男子ダブルス優勝（陳玘と）
- 2005年
  - 第48回世界選手権上海大会 男子シングルス準優勝、男子ダブルス3位（陳玘と）
  - 男子ワールドカップ（リエージュ） 3位
- 2006年
  - 第48回世界選手権ブレーメン大会 男子団体優勝
  - 男子ワールドカップ（パリ） 優勝
- 2007年
  - 第49回世界選手権ザグレブ大会 男子シングルス準優勝、男子ダブルス優勝（陳玘と）、混合ダブルス準優勝（王楠と）
  - ITTFプロツアー・グランドファイナル（2007 北京） 男子シングルス優勝
- 2008年
  - 北京オリンピック 男子シングルス金メダル、男子団体金メダル
  - 第49回世界選手権広州大会 男子団体優勝
- 2009年
  - 第50回世界選手権横浜大会 男子シングルス3位
- 2010年
  - 第50回世界選手権モスクワ大会 男子団体優勝
- 2011年
  - 第51回世界選手権ロッテルダム大会 男子ダブルス準優勝（陳玘と）
- 2012年
  - 第51回世界選手権ドルトムント大会 男子団体優勝
- 2013年
  - 第52回世界選手権パリ大会 男子ダブルス準優勝（郝帥と）
- 2014年
  - 中国国家チームを正式に引退する[4]